# EMACSA
EMACSA (Empresa Municipal de Aguas de Córdoba, S.A.) es una empresa pública propiedad del Ayuntamiento de Córdoba, fundada en 1969, cuyo objetivo es abastecer con agua potable a empresas y población de Córdoba, y de gestionar la red de alcantarillado.

## Historia
El primer avance importante se produce en 1938, cuando se municipaliza el servicio de aguas en Córdoba. Previamente a su creación, la ciudad aprovechaba los manantiales de agua procedentes de la sierra, mediante canalizaciones y fuentes públicas de suministro. Actualmente la empresa pública cuenta con una planificado y extenso sistema de modernas redes de abastecimiento, potabilización y depuración de aguas.

## Instalaciones
En 1969, se abre la Estación de Villa Azul, en el norte de la ciudad, destinada al tratamiento y potabilización del agua. Esta ha sido mejorada en distintas ocasiones para mantenerse actualizada. En 1991 se da un paso importante con la apertura de la Estación Depuradora de Aguas Residuales de La Golondrina. Gracias a estas instalaciones y de inversiones en la mejora y actualización de las mismas, la ciudad cuenta con un ciclo integral del agua.

## Certificaciones
En 1991 AENOR le reconoce su calidad, mediante la certificación del Sistema de Calidad de acuerdo a la UNE-EN-ISO 9001, que ha sido renovada trianualmente, demostrando que se mantiene el compromiso con la calidad y excelencia. En 2003, también AENOR, por su responsabilidad con el medioambiente le expide el certificado del Sistema de Gestión Medioambiental según la norma UNE-EN-ISO-14001.
- Datos: Q20014772
- Multimedia: EMACSA / Q20014772